# Stan Braem
Stan Braem (Brugge, 25 november 1998) is een Belgisch voetballer die als aanvaller speelt. In juni 2022 tekende hij een tweejarig contract bij Zulte Waregem. In seizoen 2023/24 speelt hij op huurbasis bij KSC Lokeren-Temse. Braem speelde ook in de eerste nationale van het Belgische futsal en voor het Belgisch nationaal zaalvoetbalteam.

## Carrière

### Jeugd & lagere klasse
Braem begon met voetballen bij Eendracht Brugge. Op zijn twaalfde nam trainer Ronny Van de Woestijne hem mee naar KVC Wingene. Via KSK Steenbrugge belandde hij bij vierde provincialer Dosko Sint-Kruis waar hij op zijn zeventiende debuteerde in het eerste elftal.
De aanvaller speelde tot zijn 23ste bij Belgische clubs in de provinciale en amateurklasse waar hij gekend was als een doelpuntenmachine.
- 2016-2018: Dosko Sint-Kruis (4e en 3e provinciale)
- 2018-2019: KFC Varsenare (2e provinciale)
- 2019-2021: KSV Oostkamp (1e provinciale en 3e amateur)
- 2021-2022: KSKV Zwevezele (2e amateur)

### Futsal
Braem speelde acht seizoenen voor ZVC Assebroeke in de Belgische futsalcompetitie. In 2019 steeg de aanvaller met de club naar de eerste nationale en in 2020 won hij de prijs voor beste futsalspeler van het jaar, de Bronzen Pantoffel. Begin 2021 stopte Braem bij ZVC Assebroeke omdat de club overschakelde naar minivoetbal. Het seizoen daarop stond KSKV Zwevezele hem niet meer toe nog futsal te spelen naast veldvoetbal.
In 2019 werd Braem geselecteerd voor het Belgisch nationaal zaalvoetbalteam. In juli was zijn eerste officiële wedstrijd in en tegen Frankrijk (1-3 winst).

### SV Zulte Waregem
In april en mei 2022 mocht Braem enkele weken testen bij Cercle Brugge maar werd daar uiteindelijk niet aangenomen. Het was Zulte Waregem die hem in juni alsnog een profcontract gaf voor twee jaar dat inging vanaf 1 juli 2022. Op 23 juli 2022 mocht Braem officieel debuteren voor Zulte-Waregem, in de eerste competitiewedstrijd van het seizoen tegen RFC Seraing mocht hij na 88 minuten invallen voor Jelle Vossen. Zulte-Waregem zou de wedstrijd uiteindelijk ook winnen met 2-0. Op 4 september 2022 maakte Braem zijn eerste officiële doelpunt in het profvoetbal, in de competitiewedstrijd tegen Union Saint-Gilles scoorde hij de 1-3 eerredder.

### KSC Lokeren-Temse
In september 2023 werd Braem voor één seizoen verhuurd aan KSC Lokeren-Temse in eerste nationale. Hij zorgde met zijn 16 doelpunten ermee voor dat Lokeren promoveerde naar Eerste Klasse B.

### Royal Knokke FC
Stan Braem was einde contract bij Zulte Waregem nadat hij voor één seizoen werd uitgeleend aan Lokeren-Temse. Even bleek hij zonder club te zitten gaan zitten voor het komende seizoen, maar op 30 augustus 2024 tekende hij een contract bij Knokke.

## Clubstatistieken
| Seizoen         | Club                | Land            | Competitie       | Competitie | Competitie | Beker | Beker | Totaal | Totaal |
| Seizoen         | Club                | Land            | Competitie       | Wed.       | Dlp.       | Wed.  | Dlp.  | Wed.   | Dlp.   |
| --------------- | ------------------- | --------------- | ---------------- | ---------- | ---------- | ----- | ----- | ------ | ------ |
| 2021/22         | KSKV Zwevezele      | Vlag van België | Tweede Nationale | 30         | 27         | –     | –     | 30     | 27     |
| 2022/23         | SV Zulte Waregem    | Vlag van België | Eerste klasse A  | 16         | 2          | –     | –     | 16     | 2      |
| 2023/24         | SV Zulte Waregem    | Vlag van België | Eerste klasse B  | 1          | 0          | –     | –     | 1      | 0      |
| 2023/24         | → KSC Lokeren-Temse | Vlag van België | Eerste Nationale | 32         | 16         | 1     | 1     | 33     | 17     |
| 2024/25         | Royal Knokke FC     | Vlag van België | Eerste Nationale | 18         | 8          | 1     | 0     | 19     | 8      |
| Carrière totaal | Carrière totaal     | Carrière totaal | Carrière totaal  | 97         | 53         | 2     | 1     | 99     | 54     |

Bijgewerkt tot 29 januari 2025.

## Trivia
- Tot aan zijn eerste profcontract als voetballer in 2022 werkte Braem gedurende vier jaar als schilder van schepen bij de Belgische marine.[8]
- Op 24-jarige leeftijd had Braem in alle negen verschillende niveaus van de Belgische voetbalbond RBFA gespeeld: van vierde proviniale tot onze eerste klasse.[9]